# Grand Prix automobile de Mosport

Le circuit de Mosport.

Le Grand Prix de Mosport (ou Grand Prix of Mosport) est une compétition automobile organisée en Ontario (Canada) sur le Canadian Tire Motorsport Park de Bowmanville pour des voitures de sport depuis 1975, année où le Grand Prix automobile du Canada n'y fut pas disputé alors qu'il s'y déroulait très régulièrement depuis 1967 -autre année où eut également lieu sur place le Grand Prix moto du Canada.
Il a été intégré dès sa deuxième année d'existence au Championnat du monde des voitures de sport, à 6 reprises en 1976, 1977, 1980, 1981, 1984 et 1985 (les 5 dernières fois en formulations longues de durées pratiquement équivalentes), ainsi qu'en Championnat IMSA GT 13 fois, en American Le Mans Series 15 fois consécutivement, et depuis la mi-juillet 2014 il fait partie du calendrier du nouvel United SportsCar Championship.
Audi Sport North America s'y est imposé à 6 reprises, et des véhicules Porsche l'ont gagné 8 fois. L'Allemand Lucas Luhr y a remporté 5 victoires (dont une de seule catégorie), l'Italien Rinaldo Capello et l'Américain Butch Leitzinger en ont obtenu 4 chacun, absolues. Seuls 3 pilotes francophones ont inscrit cette épreuve à leur palmarès, le Belge Jacky Ickx, puis les Français Romain Dumas et Olivier Pla plus récemment.
D'autres courses en endurance (GT) ont lieu antérieurement au Grand Prix dans le cadre du Mosport, dès la deuxième moitié des années 1960, car après une première édition de 4 Heures en 1964, les 6 Heures se déroulent déjà à quatre reprises, en 1965, 1967, 1969 et 1972, celles de 1965 étant remportées par Eppie Wietzes et Craig Fisher sur une Shelby GT 350 du Canadian Comstock Racing Team.

## Palmarès
| Année     | Pilote(s)                                 | Équipe                                    | Voiture                                   | Distance/Durée                            | Championnat                                                    | Appellation                                                   |
| --------- | ----------------------------------------- | ----------------------------------------- | ----------------------------------------- | ----------------------------------------- | -------------------------------------------------------------- | ------------------------------------------------------------- |
| 1975      | Hurley Haywood                            | G.W. Dickinson                            | Porsche Carrera                           | 160 kilomètres                            | Championnat IMSA GT                                            | Labatt's Blue 5000 Weekend                                    |
| 1976      | Jackie Oliver                             | Shadow                                    | Shadow DN4-Chevrolet                      | 320 kilomètres                            | Championnat du monde des voitures de sport                     | Player's 200 Weekend                                          |
| 1977      | Ludwig Heimrath Paul Miller (de)          | Heimrath Racing                           | Porsche 934/5                             | 6 Heures                                  | Championnat du monde des voitures de sport                     | Molson Diamond Can-Am Trans-Am Weekend                        |
| 1978 1979 | Non disputé                               | Non disputé                               | Non disputé                               | Non disputé                               | Non disputé                                                    | Non disputé                                                   |
| 1980      | John Fitzpatrick Brian Redman             | Dick Barbour Racing/Sachs USA             | Porsche 935 K3/80                         | 6 Heures                                  | Championnat du monde des voitures de sport Championnat IMSA GT | Molson Canadian 1000                                          |
| 1981      | Harald Grohs Rolf Stommelen               | Andial Meister Racing                     | Porsche 935 K3                            | 6 Heures                                  | Championnat du monde des voitures de sport Championnat IMSA GT | Molson 1000                                                   |
| 1982      | John Paul Jr. John Paul Sr.               | JLP Racing                                | Porsche 935 JLP-3                         | 6 Heures                                  | Championnat IMSA GT                                            | Labatt's 50 GT                                                |
| 1983      | Bob Tullius Bill Adam                     | Group 44                                  | Jaguar XJR-5                              | 6 Heures                                  | Championnat IMSA GT                                            | Labatt's GT                                                   |
| 1984      | Jacky Ickx Jochen Mass                    | Rothmans Porsche                          | Porsche 956                               | 1 000 kilomètres                          | Championnat du monde des voitures de sport                     | Budweiser GT                                                  |
| 1985      | Hans-Joachim Stuck Derek Bell             | Rothmans Porsche                          | Porsche 962C                              | 1 000 kilomètres                          | Championnat du monde des voitures de sport                     | Budweiser GT                                                  |
| 1986 1988 | Non disputé                               | Non disputé                               | Non disputé                               | Non disputé                               | Non disputé                                                    | Non disputé                                                   |
| 1989      | Pete Halsmer                              | Roush Racing                              | Mercury Cougar XR-7                       | 500 kilomètres                            | Championnat IMSA GT (GTO/GTU/AC)                               | The Audi Quattro IMSA Weekend                                 |
| 1990      | Steve Millen (en)                         | Cunningham Racing                         | Nissan 300ZX                              | 300 kilomètres                            | Championnat IMSA GT (GTO/GTU/AAC)                              | The Nissan Grand Prix                                         |
| 1991      | Pete Halsmer                              | Mazda Motorsports                         | Mazda RX-7                                | 300 kilomètres                            | Championnat IMSA GT (GTO/GTU/AAC)                              | The Nissan Grand Prix                                         |
| 1992      | Jeremy Dale                               | Cunningham Racing                         | Nissan 300ZX                              | 2 Heures                                  | Championnat IMSA GT (GTS/GTO/GTU)                              | The Nissan Grand Prix                                         |
| 1993 1994 | Non disputé                               | Non disputé                               | Non disputé                               | Non disputé                               | Non disputé                                                    | Non disputé                                                   |
| 1995      | Andy Wallace James Weaver                 | Dyson Racing                              | Riley & Scott Mk III-Ford                 | 3 Heures                                  | Championnat IMSA GT                                            | Chrysler Mosport 500                                          |
| 1996      | Butch Leitzinger John Paul Jr.            | Dyson Racing                              | Riley & Scott Mk III-Ford                 | 3 Heures                                  | Championnat IMSA GT                                            | Chrysler Mosport 500                                          |
| 1997      | Ron Fellows Rob Morgan                    | Central Arkansas Racing                   | Ferrari 333 SP                            | 2 Heures                                  | Championnat IMSA GT                                            | Mosport Festival                                              |
| 1998      | Butch Leitzinger James Weaver             | Dyson Racing                              | Riley & Scott Mk III-Ford                 | 2 Heures 45 minutes                       | Championnat IMSA GT                                            | Mosport Festival                                              |
| 1999      | Jan Magnussen Johnny O'Connell            | Panoz Motor Sports                        | Panoz LMP-1 Roadster-S                    | 2 Heures 45 minutes                       | American Le Mans Series                                        | The Grand Prix at Mosport                                     |
| 2000      | Rinaldo Capello Allan McNish              | Audi Sport North America                  | Audi R8                                   | 2 Heures 45 minutes                       | American Le Mans Series                                        | The globemegawheels.com Grand Prix at Mosport                 |
| 2001      | Frank Biela Emanuele Pirro                | Audi Sport North America                  | Audi R8                                   | 2 Heures 45 minutes                       | American Le Mans Series                                        | Gran Turismo 3 Grand Prix at Mosport                          |
| 2002      | Rinaldo Capello Tom Kristensen            | Audi Sport North America                  | Audi R8                                   | 2 Heures 45 minutes                       | American Le Mans Series                                        | Grand Prix at Mosport sponsored by mail2web.com               |
| 2003      | Frank Biela Marco Werner                  | Infineon Team Joest                       | Audi R8                                   | 2 Heures 45 minutes                       | American Le Mans Series                                        | The Toronto Grand Prix of Mosport                             |
| 2004      | Butch Leitzinger James Weaver             | Dyson Racing                              | MG-Lola EX257                             | 2 Heures 45 minutes                       | American Le Mans Series                                        | The Toronto Grand Prix of Mosport                             |
| 2005      | Butch Leitzinger James Weaver             | Dyson Racing                              | MG-Lola EX257                             | 2 Heures 45 minutes                       | American Le Mans Series                                        | Labour Day Weekend Grand Prix of Mosport                      |
| 2006      | Rinaldo Capello Allan McNish              | Audi Sport North America                  | Audi R10 TDI                              | 2 Heures 45 minutes                       | American Le Mans Series                                        | Mobil 1 presents the Labour Day Weekend Grand Prix of Mosport |
| 2007      | Rinaldo Capello Allan McNish              | Audi Sport North America                  | Audi R10 TDI                              | 2 Heures 45 minutes                       | American Le Mans Series                                        | Mobil 1 presents the Grand Prix of Mosport                    |
| 2008      | Lucas Luhr Marco Werner                   | Audi Sport North America                  | Audi R10 TDI                              | 2 Heures 45 minutes                       | American Le Mans Series                                        | Mobil 1 presents the Grand Prix of Mosport                    |
| 2009      | David Brabham Scott Sharp                 | Patrón Highcroft Racing                   | Acura ARX-02a                             | 2 Heures 45 minutes                       | American Le Mans Series                                        | Mobil 1 presents the Grand Prix of Mosport                    |
| 2010      | Romain Dumas Klaus Graf                   | Muscle Milk Team Cytosport                | Porsche RS Spyder Evo                     | 2 Heures 45 minutes                       | American Le Mans Series                                        | Mobil 1 presents the Grand Prix of Mosport                    |
| 2011      | Klaus Graf Lucas Luhr                     | Muscle Milk Aston Martin Racing           | Lola-Aston Martin B08/62                  | 2 Heures 45 minutes                       | American Le Mans Series                                        | Mobil 1 presents the Grand Prix of Mosport                    |
| 2012      | Klaus Graf Lucas Luhr                     | Muscle Milk Pickett Racing                | HPD ARX-03a                               | 2 Heures 45 minutes                       | American Le Mans Series                                        | Mobil 1 presents the Grand Prix of Mosport                    |
| 2013      | Klaus Graf Lucas Luhr                     | Muscle Milk Pickett Racing                | HPD ARX-03c                               | 2 Heures 45 minutes                       | American Le Mans Series                                        | Mobil 1 SportsCar Grand Prix                                  |
| 2014      | Olivier Pla Gustavo Yacamán               | OAK Racing                                | Morgan LMP2-Nissan VK45DE                 | 2 Heures 45 minutes                       | Tudor United SportsCar Championship                            | Mobil 1 SportsCar Grand Prix                                  |
| 2015      | Jordan Taylor Ricky Taylor                | Wayne Taylor Racing                       | Coyote Corvette DP                        | 2 hour 40 minutes                         | Tudor United SportsCar Championship                            | Mobil 1 SportsCar Grand Prix                                  |
| 2016      | Dane Cameron Eric Curran                  | Action Express Racing                     | Coyote Corvette DP                        | 2 hour 40 minutes                         | WeatherTech United SportsCar Championship                      | Mobil 1 SportsCar Grand Prix                                  |
| 2017      | Dane Cameron Eric Curran                  | Whelen Engineering Racing                 | Cadillac DPi-V.R                          | 2 hour 40 minutes                         | WeatherTech United SportsCar Championship                      | Mobil 1 SportsCar Grand Prix                                  |
| 2018      | Jon Bennett Colin Braun                   | CORE Autosport                            | Oreca 07                                  | 2 hour 40 minutes                         | WeatherTech United SportsCar Championship                      | Mobil 1 SportsCar Grand Prix                                  |
| 2019      | Oliver Jarvis Tristan Nunez               | Mazda Team Joest                          | Mazda RT24-P                              | 2 hour 40 minutes                         | WeatherTech United SportsCar Championship                      | Mobil 1 SportsCar Grand Prix                                  |
| 2020-2021 | Annulé à cause de la pandémie de Covid-19 | Annulé à cause de la pandémie de Covid-19 | Annulé à cause de la pandémie de Covid-19 | Annulé à cause de la pandémie de Covid-19 | Annulé à cause de la pandémie de Covid-19                      | Annulé à cause de la pandémie de Covid-19                     |
| 2022      | Sébastien Bourdais Renger van der Zande   | Cadillac Racing                           | Cadillac DPi-V.R                          | 2 hour 40 minutes                         | WeatherTech SportsCar Championship                             | Chevrolet Grand Prix                                          |
| 2023      | Tom Blomqvist Colin Braun                 | Meyer Shank Racing avec Curb-Agajanian    | Acura ARX-06                              | 2 hour 40 minutes                         | WeatherTech SportsCar Championship                             | Chevrolet Grand Prix                                          |